# グロリア・アゴリアーティ
グロリア・アゴリアーティ（Gloria Agogliati、1981年6月12日 - ）は、イタリアミラノ出身の女性フィギュアスケートアイスダンス選手。2001年イタリア選手権3位。パートナーはルチアーノ・ミーロとアレッサンドロ・イタリアーノ。

## 経歴
ミラノに生まれ、9歳のころにスケートをはじめた。ジュニア時代にアレッサンドロ・イタリアーノとカップルを結成し、1998-1999年シーズンからISUジュニアグランプリに出場を果たした。1998年JGPサン・ジェルヴェでは9位、翌1999-2000年シーズンにはJGPサルコウ杯とJGPチェコスケートに出場したものの表彰台に上ることはなく、初出場の2000年世界ジュニア選手権でも16位と奮わなかった。同シーズンをもってアレッサンドロ・イタリアーノとのカップルを解消。新たにルチアーノ・ミーロとカップルを結成し、シニアクラスに転向した。
2000-2001年シーズン、エリック・ボンパール杯およびネイションズ杯に出場したがともに10位と振るわず、2001年欧州選手権は15位、2001年世界選手権21位に終わった。このシーズンをもってカップルは解散。事実上の引退。

## 主な戦績
| 大会/年             | 1998-99 | 1999-00 | 2000-01 |
| ------------------- | ------- | ------- | ------- |
| 世界選手権          |         |         | 21      |
| 欧州選手権          |         |         | 15      |
| イタリア選手権      |         |         | 3       |
| GPエリック杯        |         |         | 10      |
| GPネイションズ杯    |         |         | 10      |
| 世界Jr.選手権       |         | 16      |         |
| JGPチェコスケート   |         | 4       |         |
| JGPサルコウ杯       |         | 7       |         |
| JGPサン・ジェルヴェ | 9       |         |         |